# Лян Лей
Лян Лей (кит.: 梁磊; нар. 4 березня 1982, Тайюань, провінція Шаньсі) — китайський борець вільного стилю, дворазовий срібний та дворазовий бронзовий призер чемпіонатів Азії, бронзовий призер Азійських ігор, учасник Олімпійських ігор.

## Життєпис
Боротьбою почав займатися з 1997 року.
Виступав за борцівський клуб Шаньсі. Тренер — Цуй Бухе (з 1997).

## Спортивні результати на міжнародних змаганнях

### Виступи на Олімпіадах
| Змагання                    | Збірна | Вагова категорія           | Місце |
| --------------------------- | ------ | -------------------------- | ----- |
| Літні Олімпійські ігри 2008 | Китай  | вільна боротьба, до 120 кг | 9     |

### Виступи на Чемпіонатах світу
| Змагання                        | Збірна | Вагова категорія           | Місце |
| ------------------------------- | ------ | -------------------------- | ----- |
| Чемпіонат світу з боротьби 2005 | КНР    | вільна боротьба, до 120 кг | 5     |
| Чемпіонат світу з боротьби 2006 | КНР    | вільна боротьба, до 120 кг | 9     |
| Чемпіонат світу з боротьби 2007 | КНР    | вільна боротьба, до 120 кг | 28    |

### Виступи на Чемпіонатах Азії
| Змагання                       | Збірна | Вагова категорія           | Місце  |
| ------------------------------ | ------ | -------------------------- | ------ |
| Чемпіонат Азії з боротьби 2005 | КНР    | вільна боротьба, до 120 кг | Бронза |
| Чемпіонат Азії з боротьби 2006 | КНР    | вільна боротьба, до 120 кг | Срібло |
| Чемпіонат Азії з боротьби 2008 | КНР    | вільна боротьба, до 120 кг | Бронза |
| Чемпіонат Азії з боротьби 2010 | КНР    | вільна боротьба, до 120 кг | 7      |
| Чемпіонат Азії з боротьби 2012 | КНР    | вільна боротьба, до 120 кг | Срібло |

### Виступи на Азійських іграх
| Змагання           | Збірна | Вагова категорія           | Місце  |
| ------------------ | ------ | -------------------------- | ------ |
| Азійські ігри 2006 | КНР    | вільна боротьба, до 120 кг | 10     |
| Азійські ігри 2010 | КНР    | вільна боротьба, до 120 кг | Бронза |

### Виступи на інших змаганнях
| Змагання                                                      | Збірна | Вагова категорія           | Місце  |
| ------------------------------------------------------------- | ------ | -------------------------- | ------ |
| Гран-прі Німеччини з боротьби 2007                            | КНР    | вільна боротьба, до 120 кг | Срібло |
| Олімпійський кваліфікаційний турнір з боротьби 2008 (Мартіні) | КНР    | вільна боротьба, до 120 кг | 9      |
| Олімпійський кваліфікаційний турнір з боротьби 2008 (Варшава) | КНР    | вільна боротьба, до 120 кг | Золото |
| Міжнародний меморіал Дейва Шульца 2010                        | КНР    | вільна боротьба, до 120 кг | Срібло |
| Олімпійський кваліфікаційний турнір з боротьби 2012 (Тайюань) | КНР    | вільна боротьба, до 120 кг | Бронза |